# Tom Fahn
Thomas Fahn, detto Tom (New York, 30 aprile 1962), è un doppiatore statunitense, talvolta accreditato anche come Tom Charles.
Anche alcuni membri della sua famiglia (suo fratello Jonathan Fahn, sua sorella Melissa Fahn e sua moglie Dorothy Elias-Fahn) sono doppiatori, e in alcuni casi l'hanno accompagnato al doppiaggio di alcune serie quali le stagioni di Digimon.

## Filmografia

### Anime
- Bleach - Mizuiro Kojima
- Cowboy Bebop - Rocco Bonnaro
- Digimon Adventure/Digimon Adventure 02 - Agumon, Digmon, Mantarou Inoue
- Digimon Savers - Boxer Hayase Harris, DemiDevimon #3, rapinatore, professore
- Digimon Tamers - Jijimon
- Digimon Frontier - Airdramon, Datamon, Centarumon, Pteramon
- Guyver - Sho Fukamachi
- Naruto - Koga (ANBU)
- Naruto Shippuden - Natori
- Shinzo - Hakuba

### Live action
- Beetleborgs - Quando si scatena il vento dell'avventura - Firecat (accreditato come Tom Charles)
- Mighty Morphin Power Rangers - Skelerena (non accreditato)
- Power Rangers: Lost Galaxy - Chameliac, Squalo Verde
- Power Rangers: Turbo - Count Nocturn, The Demon Racers, Wicked Wisher (non accreditato)
- VR Troopers - Sterminatore di Trooper, Maestro dei Sogni
- Yu Yu Hakusho - Voce addizionale

### Lungometraggi
- Digimon: Il Film - Agumon, Digmon
- L'era glaciale 2 - Il disgelo - Stu, bue
- Una famiglia allo sbaraglio - Padre